# 1976年夏季残疾人奥林匹克运动会新西兰代表团
1976年夏季残疾人奥林匹克运动会新西兰代表团是新西兰派出的1976年夏季残疾人奥林匹克运动会代表团。获得7枚金牌、1枚银牌和5枚铜牌。